# Португалия на летних Олимпийских играх 1932
Португалия принимала участие в Летних Олимпийских играх 1932 года в Лос-Анджелесе (США) в пятый раз за свою историю, но не завоевала ни одной медали. Наименьшее число представителей сборной с 1912 года.